# 克林齊利夫
49°13′38″N 26°12′15″E / 49.22722°N 26.20417°E
克林齊利夫（烏克蘭語：Кринцілів）是位於烏克蘭西部的村莊，由赫梅利尼茨基州裡赫梅利尼茨基區的薩塔尼夫市鎮負責管轄。該村面積0.2平方公里，海拔高度272米，2001年人口57，人口密度每平方公里285人。